# Stockholm Mini Marathon
Stockholm Mini Marathon är en årlig löptävling för barn och ungdomar mellan 5 och 17 år. Starten sker på Östermalms IP och målet är inne på Stockholms stadion och avgörs dagen efter Stockholm Marathon. Banan är uppdelad i tre ålderskategorier, mellan 5 och 8 år springer man 1 080 meter, 2 140 meter springer man istället om man är mellan 9 och 14 år och är man mellan 15 och 17 år springer man 4 000 meter. Vid halva sträckan finns en vätskekontroll. 2009 deltog 7 534 barn och ungdomar i sprintävlingen.
Stockholm Mini Marathon anordnas första gången 1986 av Hässelby SK och Spårvägens FK.